# Distenia perforans
Distenia perforans là một loài bọ cánh cứng trong họ Cerambycidae.